# Thamnophilus zarumae
A Thamnophilus zarumae a madarak osztályának verébalakúak (Passeriformes) rendjébe és a hangyászmadárfélék (Thamnophilus) családjába tartozó faj.

## Rendszerezése
A fajt Frank Chapman amerikai ornitológus írta le 1921-ben.

## Alfajai
- Thamnophilus zarumae palamblae Zimmer, 1933
- Thamnophilus zarumae zarumae Chapman, 1921[2]

## Előfordulása
Dél-Amerikában, az Andok nyugati oldalán, Ecuador és Peru területén honos. Természetes élőhelyei a szubtrópusi vagy trópusi síkvidéki esőerdők, lombhullató erdők és cserjések. Állandó, nem vonuló faj.

## Megjelenése
Testhossza 15 centiméter, testtömege 21–23 gramm.

## Életmódja
Rovarokkal és más ízeltlábúakkal táplálkozik.

## Természetvédelmi helyzete
Az elterjedési területe nem nagy és csökkenő, egyedszáma is csökken, de még nem éri el a kritikus szintet. A Természetvédelmi Világszövetség Vörös listáján nem fenyegetett fajként szerepel.